# 1871 au Nouveau-Brunswick
Chronologie du Nouveau-Brunswick
- 1867
- 1868
- 1869
- 1870
- 1871
- 1872
- 1873
- 1874
- 1875

Cette page concerne les événements survenus en 1871 dans la province canadienne du Nouveau-Brunswick.

## Événements
- La Loi des écoles communes (Common School Act) permet au gouvernement du Nouveau-Brunswick d'abolir son soutien financier aux écoles catholiques et acadiennes pour forcer les enfants acadiens à aller à l'école anglaise.
- 21 février : George Luther Hathaway devient premier ministre du Nouveau-Brunswick.
- 5 mai : adoption du projet de loi Common School Act.

## Naissances
- 17 septembre : Harry Fulton McLeod, député.